# Фінансова тактика
Фіна́нсова та́ктика — вирішення завдань на певному етапі розвитку країни і забезпечення цього розвитку шляхом своєчасної зміни способів організації фінансових ресурсів, спрямованих на вирішення завдань фінансової політики. Фінансова тактика гнучкіша за стратегію, оскільки вона визначається рухливістю економічних умов і соціальних факторів.